# Gran Atractor

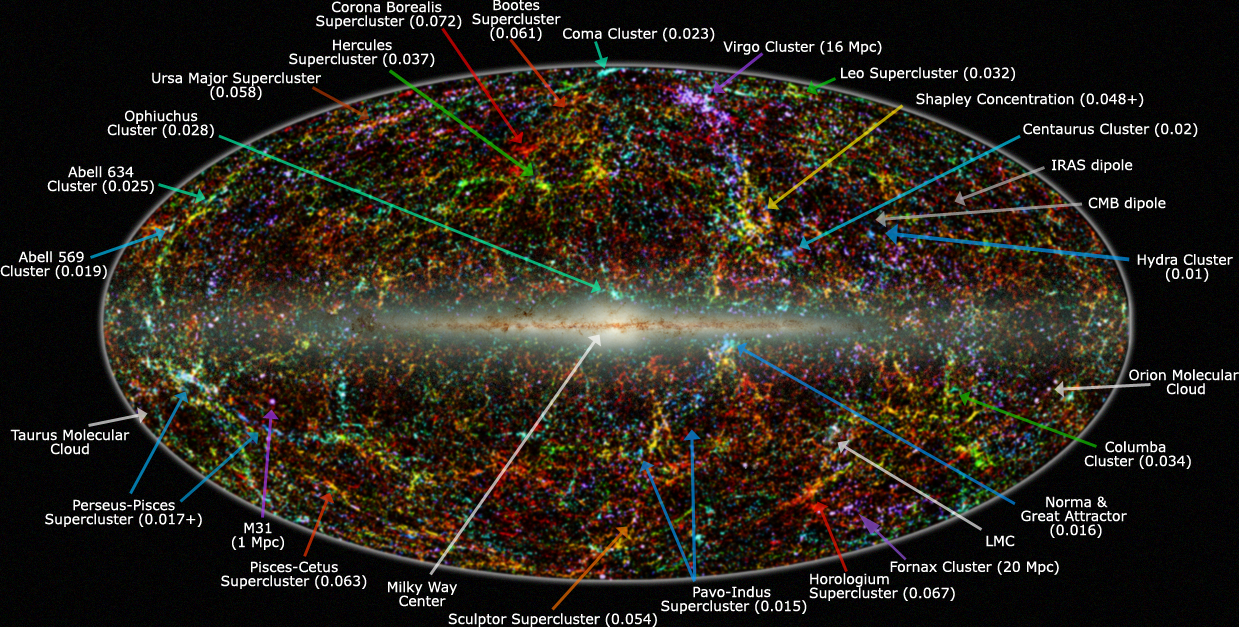
Vista panorámica del cielo en el espectro infrarrojo cercano. La localización del Gran Atractor está indicada con la flecha azul abajo a la derecha (Great Attractor).

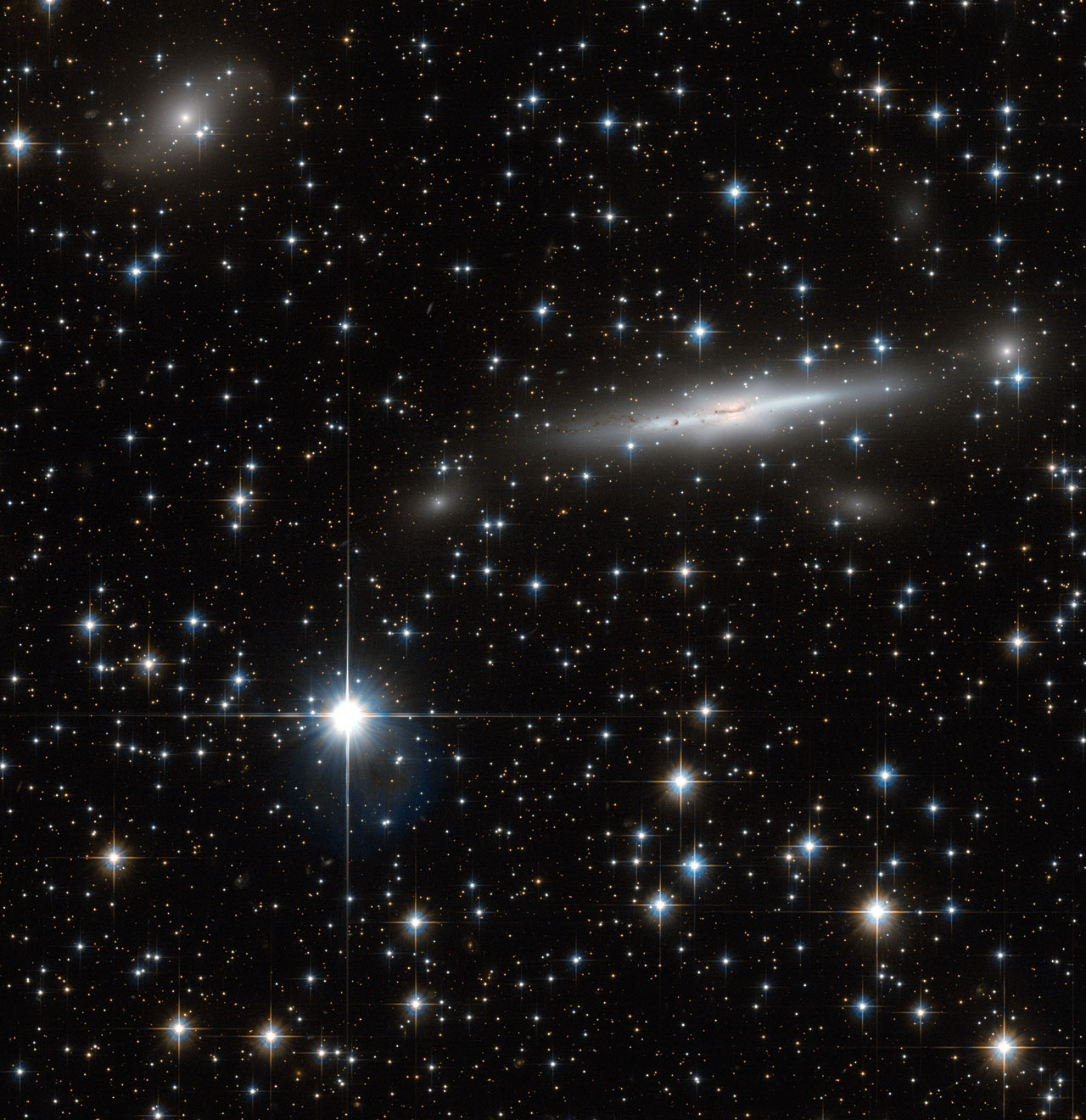
El telescopio ESA/Hubble dirigió su mirada a la región del cielo donde se encuentra el Gran Atractor.

El Gran Atractor es una anomalía gravitatoria, situada en el supercúmulo Laniakea, que arrastra a las galaxias en un radio de más de 300 millones de años luz de distancia.
El supercúmulo Laniakea, conformado por más de 100 000 galaxias, contiene al supercúmulo de Virgo, donde está nuestro grupo local de galaxias, que incluye la Vía Láctea.
Todas estas galaxias presentan un desplazamiento al rojo, de acuerdo con la ley de Hubble, como si se alejasen de nosotros, pero las variaciones en su desplazamiento al rojo son suficientes para revelar la existencia de una concentración de masa equivalente a decenas de miles de galaxias. De hecho, existen galaxias que se encuentran justo detrás de esa zona hipermasiva que debido a la colosal atracción gravitatoria ejercida sobre las mismas presentan un corrimiento al azul.
El Gran Atractor en sí mismo se está moviendo hacia el supercúmulo de Shapley.
Estudios astronómicos realizados en los años 2010 por un equipo de astrofísicos sudafricanos revelaron un supercúmulo de galaxias, denominado supercúmulo de Vela, en la ubicación teórica del Gran Atractor.
En febrero de 2016, un equipo de científicos de la Universidad de Australia Occidental y de la Universidad John Curtin (en Australia), dirigidos por Lister Staveley-Smith, anunciaron en la página web del Centro Internacional de Investigación por Radioastronomía (ICRAR) que habían registrado 883 galaxias previamente ocultas tras la Vía Láctea en la región del Gran Atractor, un tercio de las cuales eran galaxias desconocidas hasta entonces. Las galaxias, que están a 250 millones de años luz de la Tierra, fueron descubiertas con un radiotelescopio del Observatorio Parkes de la Organización de Investigación Científica e Industrial de la Commonwealth, CSIRO, del Gobierno australiano, que estaba equipado con un receptor especial para este fin. Sin embargo, este descubrimiento no proporcionó la explicación esperada para la falta de masa en el Gran Atractor.

## Localización

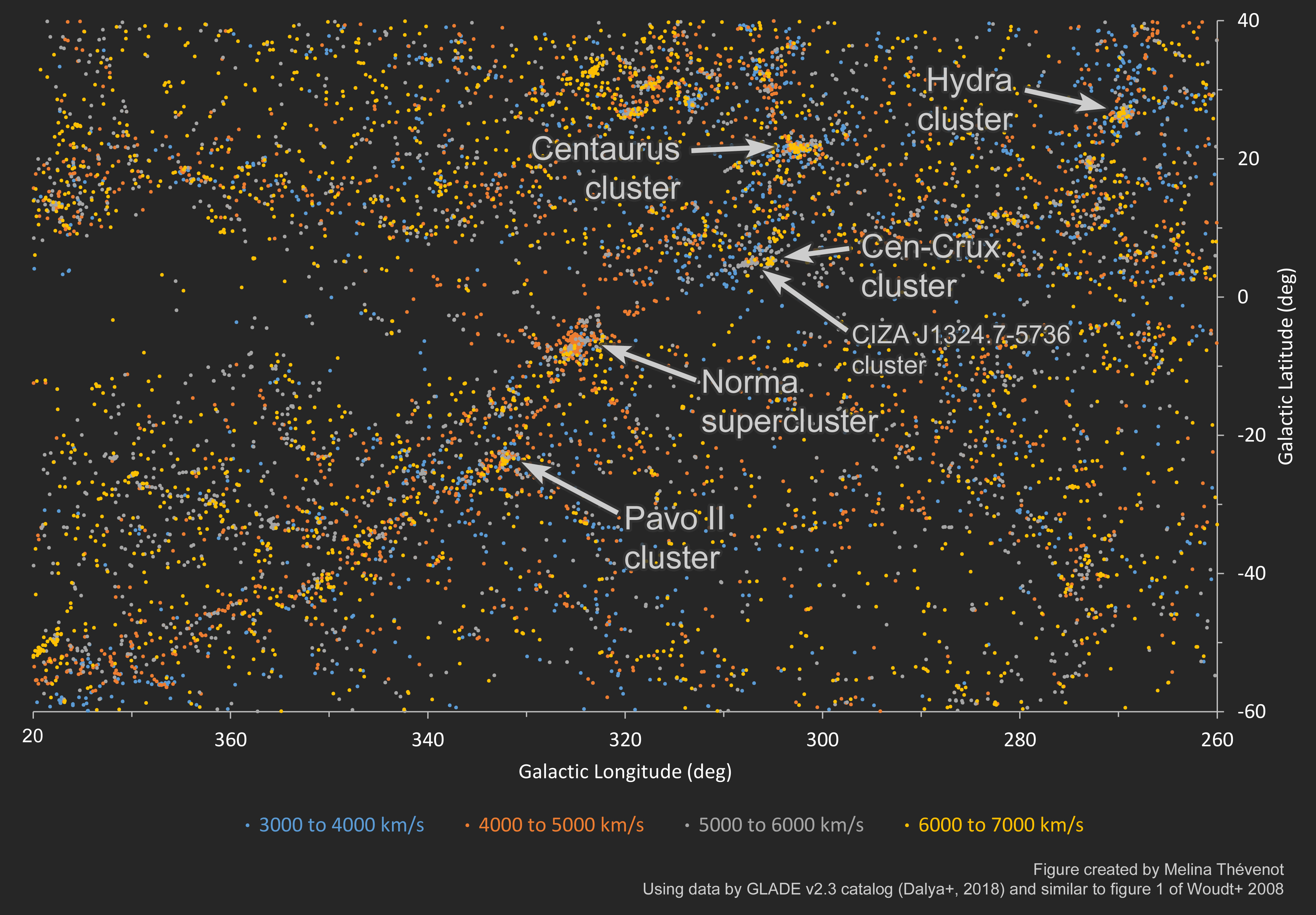
Región que rodea al Gran Atractor, incluida la pared de Norma. La imagen es similar a la de Woudt+ 2008, pero utiliza datos del catálogo GLADE v2.3 (Dalya+, 2018). Los desplazamientos al rojo se han convertido en velocidad radial y se muestran galaxias con velocidades de entre 3000 y 7000 km/s. La pared de Norma contiene el cúmulo Pavo II, el supercúmulo de Norma, el cúmulo Cen-Crux y el cúmulo CIZA J1324.7-5736.

Los primeros indicios de una desviación de la expansión uniforme del universo se conocieron en 1973 y nuevamente en 1978. La ubicación del Gran Atractor se determinó finalmente en 1986, y se sitúa en un lugar a una distancia de entre 150 y 250 millones de años luz (entre 47 y 79 megapársecs) (esta última es la estimación más reciente) de la Vía Láctea, en dirección de la constelación Triangulum Australe ("Triángulo Austral") y la constelación Norma ("Escuadra del Carpintero"). Mientras que los objetos en esa dirección se encuentran en la zona vacía (la parte del cielo nocturno oscurecida por la Vía Láctea) y son, por lo tanto, difíciles de estudiar con longitudes de onda visibles, observaciones de rayos X han revelado que la región del espacio está dominado por el cúmulo de Norma (ACO 3627), un cúmulo masivo de galaxias, muchas de las cuales están colisionando con sus vecinas y emiten grandes cantidades de ondas de radio.

## Debate sobre su masa aparente
En 1992, gran parte de la señal aparente del Gran Atractor se atribuyó al efecto del Sesgo de Malmquist. En 2005, los astrónomos llevaron a cabo un estudio de rayos X de una parte del cielo conocida como la Zona de evitamiento (ZOA), en donde se menciona que el Gran Atractor en realidad tenía solo una décima parte de la masa que los científicos habían calculado originalmente. El estudio también confirmó las teorías anteriores de que la Vía Láctea en realidad está siendo atraída hacia un grupo mucho más masivo de galaxias cercanas al Supercúmulo de Shapley, que se encuentra más allá del Gran Atractor.

## El flujo oscuro
El Flujo oscuro el flujo oscuro es un mecanismo hipotético propuesto para explicar algunos resultados sorprendentes en estudios recientes del movimiento a gran escala de grandes cúmulos galácticos los cuales parecen desplazarse hacia una zona entre las constelaciones de Vela y Centauroe. Se ha observado que la velocidad de los cúmulos es diferente de la que se podría esperar de la expansión del universo y esta velocidad no parece decrecer con la distancia, tal como sería predecible si estos cúmulos estuvieran acumulando velocidad como consecuencia de la gravedad ordinaria. Para explicarlo los investigadores han postulado que diferentes partes del universo tienden a tener diferentes velocidades, un vestigio del Big Bang. Se sospecha que las fluctuaciones de estos campos de velocidad son los responsables del movimiento de cúmulos.

## Supercúmulo de Laniakea
El propuesto supercúmulo Laniakea se define como la cuenca del Gran Atractor. Abarca aproximadamente cuatro supercúmulos de galaxias principales, incluyendo los antiguos supercúmulos de Virgo e Hydra-Centaurus, y se extiende a lo largo de 500 millones de años luz. Dado que no es lo suficientemente denso como para estar ligado gravitacionalmente, debería dispersarse a medida que el universo se expande, pero en cambio está anclado por un punto focal gravitacional. Así, el Gran Atractor sería el núcleo del nuevo supercúmulo.

## Supercúmulo de Vela
En 2016, un equipo multinacional de investigadores sudafricanos, europeos y australianos encabezados por la astrónoma sudafricana-neerlandesa Renée C. Kraan-Korteweg anunció el descubrimiento del Supercúmulo de Vela en la región del Gran Atractor que explicaría en gran medida el misterio de la atracción gravitatoria de este último. Utilizando datos del espectrógrafo AAOmega del Telescopio Anglo-Australiano de 3,9 m (en Sídney, Australia) y el Gran Telescopio Sudafricano (Southern African Large Telescope, SALT), los astrónomos detectaron una región de sobredensidad galáctica consistente con la designación de "supercúmulo", que proporciona la explicación necesaria para una anomalía gravitacional en la vecindad del Supercúmulo de Shapley donde se teorizó que se encontraba el Gran Atractor.

## El núcleo del Gran Atractor
La naturaleza y extensión del Gran Atractor (GA) ha sido objeto de gran debate, en parte debido al hecho de que una gran fracción de la sobredensidad del GA está oculta por la Vía Láctea meridional. Basándose en las búsquedas óptica profunda de galaxias detrás de la Vía Láctea meridional y en un estudio posterior de corrimiento al rojo, se descubrió que el cúmulo de Norma (ACO 3627), en la región del GA, es un cúmulo de galaxias muy masivo. El cúmulo es comparable en tamaño, riqueza y masa al cúmulo de Coma. Está situado en la intersección de dos grandes estructuras distintas, la Asociación estelar de Scorpius-Centaurus y este cúmulo de Norma. Es muy probable que los campos de flujo de velocidad en la región del GA estén causados por la confluencia de estas dos estructuras masivas, donde el cúmulo Norma constituye su núcleo, hasta ahora oculto pero previsto. Sin embargo es posible que otro cúmulo rico, muy oscurecido y aún por descubrir, forme parte de la sobredensidad de GA.